# Environnement au Japon
L'environnement au Japon est l'environnement (ensemble des éléments - biotiques ou abiotiques - qui entourent un individu ou une espèce et dont certains contribuent directement à subvenir à ses besoins) du pays Japon. Bien que le Japon cherche à préserver son environnement (importance des zones protégées, recyclage, politique anti-diesel à Tokyo...), la croissance démographique du pays a conduit à une importante urbanisation, extrêmement dense, et à des consommations de ressources importantes. L'empreinte carbone est de fait élevée. En 2007, le Japon était le 5e plus gros émetteur de CO2 au monde, avec environ 4,2 % du total des émissions.
Par ailleurs, le territoire japonais a été fortement pollué de par son histoire : bombardements durant la Seconde Guerre mondiale (dont deux explosions atomiques majeures), exposition aux risques naturels, intoxication au mercure aux pourtours de la baie de Minamata (ayant donné son nom à la maladie de Minamata). L'accident nucléaire de Fukushima, en 2011, a eu des répercussions importantes, de par son impact environnemental très négatif, mais aussi dans la politique environnementale du pays (arrêt de la plupart des centrales pendant plusieurs mois et augmentation des importations énergétiques) et dans la perception de l'énergie nucléaire par la population.
Le Japon a mis en place une politique environnementale globale, avec notamment des moyens importants pour la prévention des risques naturels (normes parasismiques et formation de la population, barrages pour la prévention des inondations...).
L'empreinte écologique par personne du Japon était en 2012 de 5 hag, ce qui est très supérieur à la moyenne mondiale (2,6 hag). La biocapacité par personne n'était que de 0,8 hag, valeur très faible due à l'exiguïté du territoire par rapport à la population, de sorte que le Japon est en fort déficit écologique. Le déficit écologique du Japon est relativement stable depuis les années 1970.

## La biodiversité au Japon

### Milieux, faune et flore

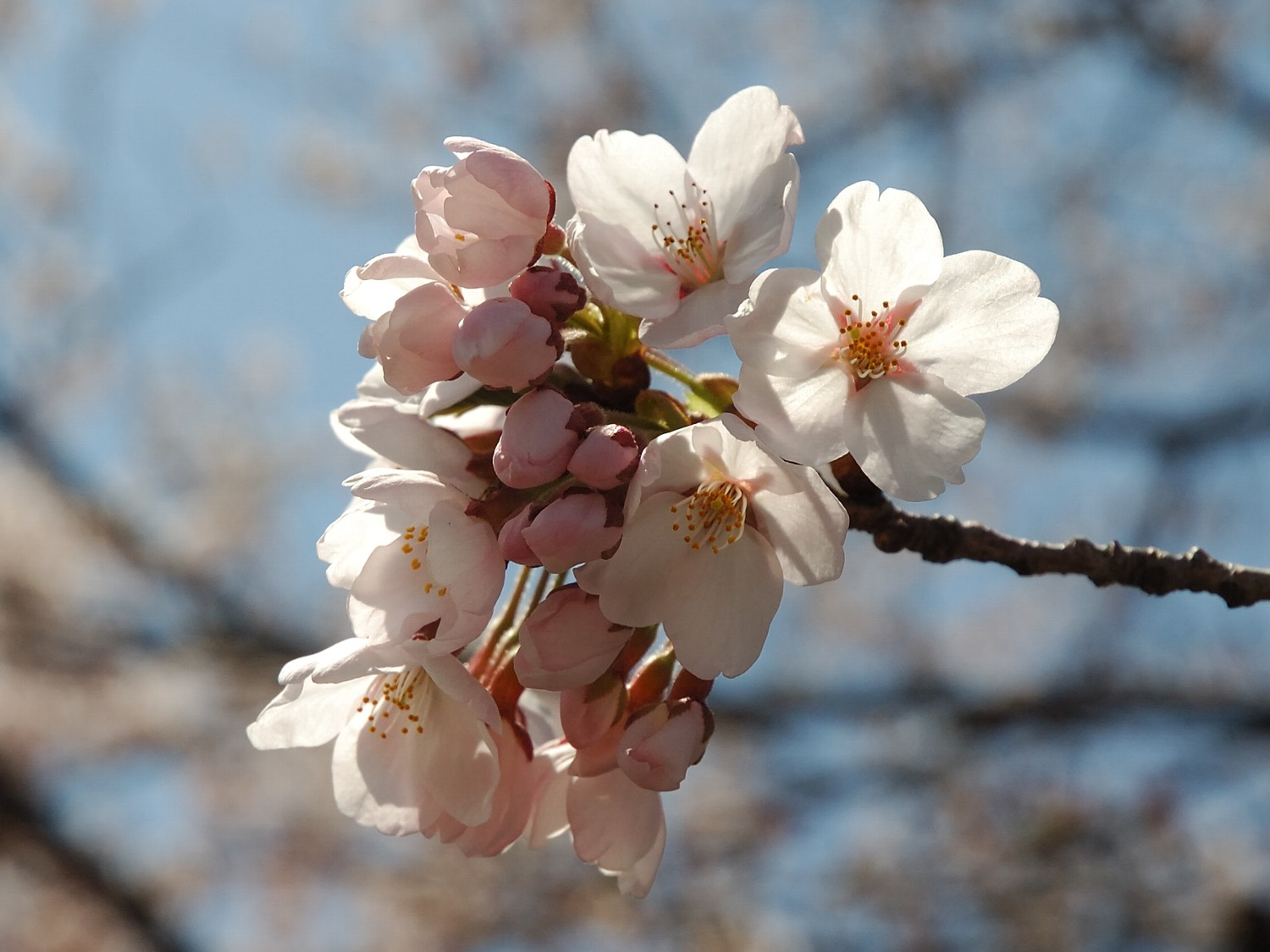
Une fleur de Prunus serrulata ou cerisier du Japon.

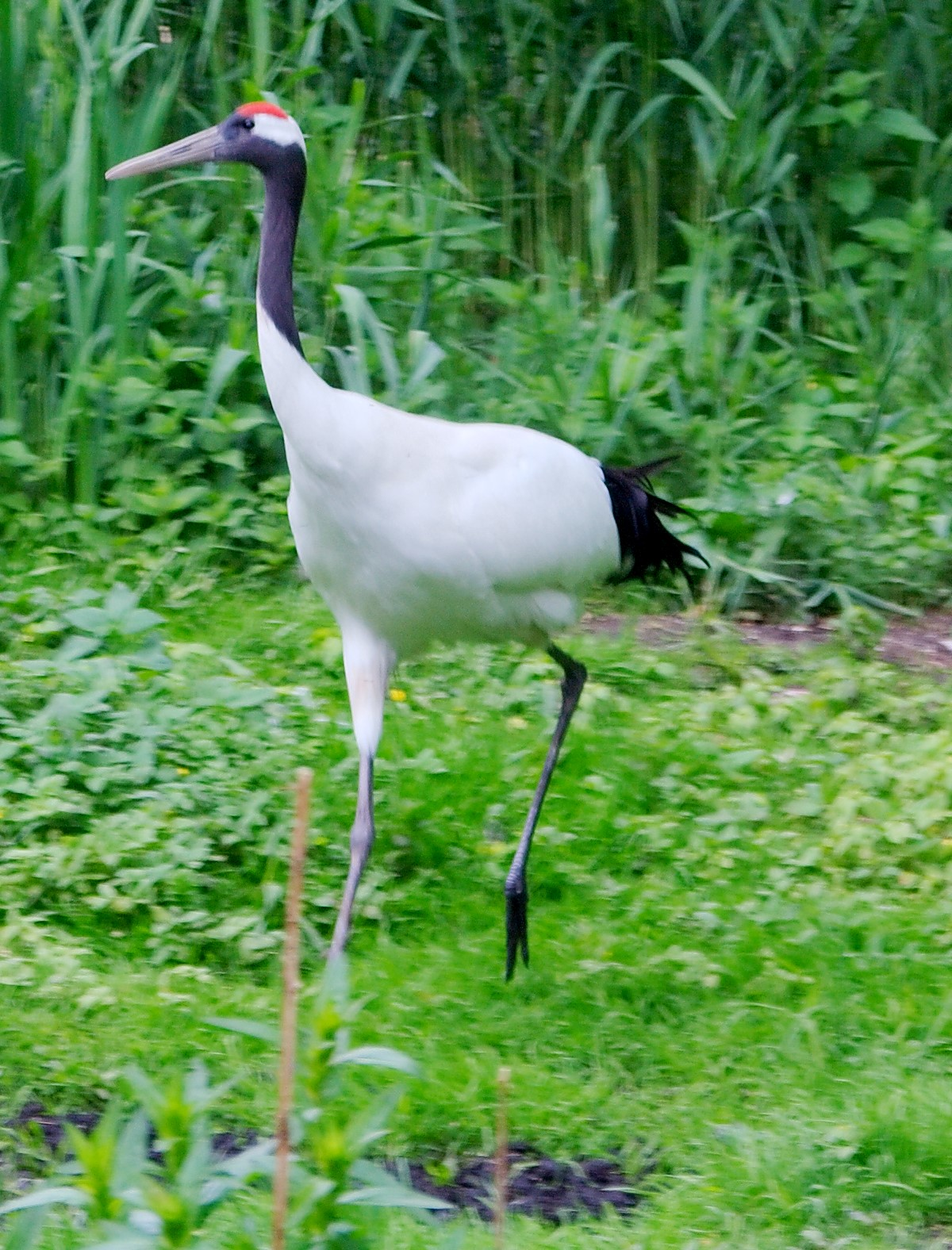
Une grue du Japon.

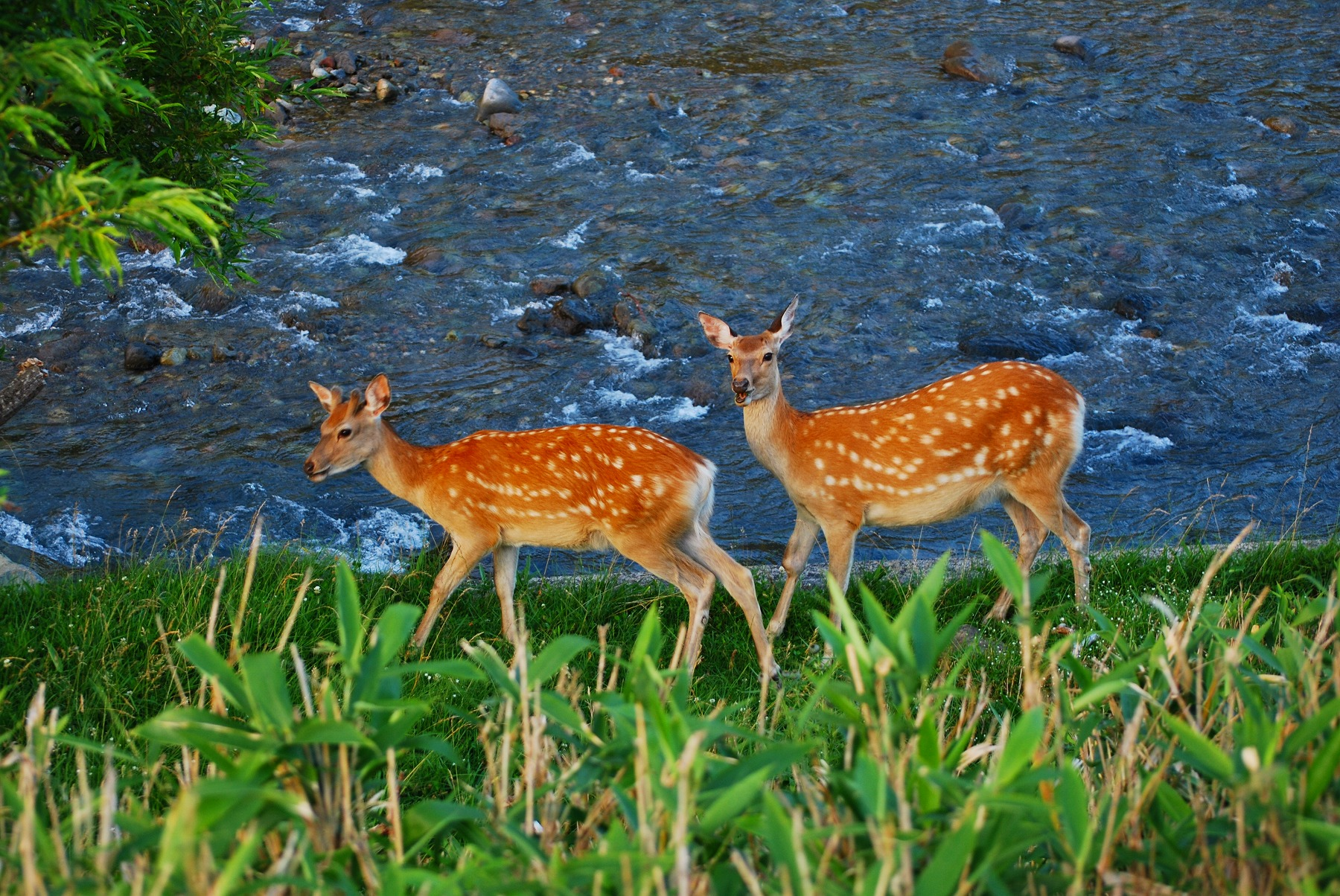
Deux cerfs Sika.

Le Japon est un archipel (de 6 852 îles) volcanique et fortement montagneux. L'altitude maximale est de 3 776 mètres. Le climat est très varié, du fait de l'étirement du Japon du nord au sud. Les milieux écologiques sont donc très diversifiés.
La forêt couvre les deux tiers de l’archipel, notamment les reliefs montagneux. La forêt avait diminué de moitié au lendemain de la défaite de 1945. La politique de reboisement a privilégié les conifères qui grandissent rapidement : en particulier, les cèdres du Japon et les cyprès du Japon. Les conifères représentent désormais 40 % de la forêt japonaise. L'écosystème est bouleversé et les sous-bois appauvris. L’accident nucléaire de Fukushima, en mars 2011, a par ailleurs affecté les forêts du nord du Honshu, contaminées par la radioactivité pour des décennies.
Près d'un quart des animaux vertébrés du Japon sont des espèces endémiques, et 1 900 sortes de plantes sont originaires du pays. La libellule et le cerisier du Japon sont des symboles du pays. Les cerfs sont également protégés dans certains territoires (Nara et l'île de Miyajima) ; leur population était de 2 490 000 en 2012 pour tout l'archipel excepté Hokkaido, d'après le ministère de l'environnement.
Un tiers des espèces d'insectes recensées au Japon est en risque d’extinction.

### Territoires protégés
Les parcs nationaux du Japon sont au nombre de trente. Il existe également 56 parcs quasi nationaux, et 315 parcs naturels préfectoraux. De 2009 à 2011, cinq parcs ont été inclus à la liste des géoparcs reconnus par l'UNESCO.

## Impacts sur les milieux naturels

### Activités humaines

#### Impacts des guerres
L'environnement a été fortement pénalisé par les nombreux bombardements de la Seconde Guerre mondiale.

#### Agriculture, pêche et alimentation

##### Agriculture
La rareté des plaines, très peuplées, oblige l’exploitation des collines et des montagnes avec le système des cultures en plateaux.
Le Japon est un des pays au monde, avec la Colombie, le Costa Rica et le Mexique à utiliser les plus fortes concentrations de pesticides.

##### Pêche
Le Japon est classé parmi les plus mauvais élèves mondiaux en matière de pêche et de consommation de thon rouge et de chasse à la baleine. La flotte de pêche japonaise est une des plus importantes au monde et réalise presque 15 % des prises totales.
Le gouvernement japonais se retire de la commission baleinière internationale en décembre 2018 et reprend officiellement la chasse commerciale en juillet 2019.

##### Alimentation
la cuisine japonaise repose sur le riz, le soja et les produits de la mer.
Si la boisson la plus répandue reste le thé, des sodas ainsi que de nombreux alcools (bière, saké) sont consommés.
Si la viande est en général absente de la cuisine traditionnelle, il existe tout de même une consommation, et on peut trouver les grandes enseignes de fast-food occidentales. Il existe aussi une consommation de luxe de cheval, dont la viande est mangée crue - ainsi, en 2021, environ 7 000 chevaux par an sont transportés vivants par avion et engraissés au Japon pour être consommés.

#### Industrie forestière
Le bois est le matériau essentiel de l’architecture traditionnelle. À partir de la seconde moitié du XIXe siècle, l'industrialisation entraine une utilisation intensive du bois comme source d’énergie. Avec l’ouverture du marché à l’international dans les années 1960, l’industrie s’est détournée de la forêt japonaise pour importer de l’étranger à moindre coût. Le pays était autosuffisant, il est en 2017 le plus gros importateur de bois, absorbant à lui seul un quart des exportations mondiales.

#### Transports

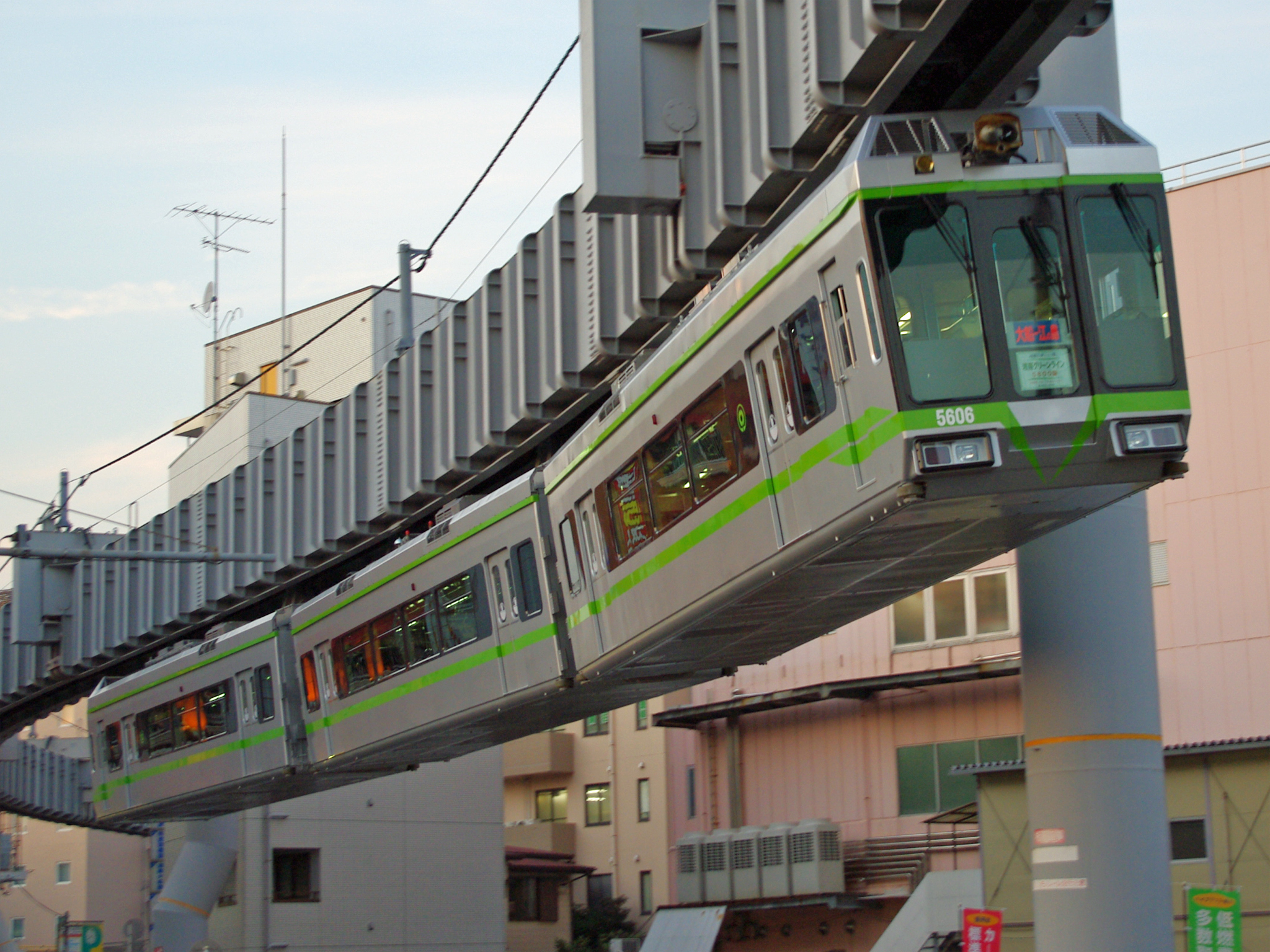
Monorail Shonan

Le réseau routier est développé et bien entretenu.
L'une des spécificités du transport japonais est son réseau de trains, métros et trains à grande vitesse (Shinkansens) très dense et efficace.
La pratique du vélo est très répandue. On compte 72 millions de vélos en circulation au Japon.

#### Réchauffement climatique
Une étude publiée dans la revue Scientific Online Letters on the Atmosphere indique que la canicule, qui a tué 1 032 personnes au Japon en juillet 2018, « n’aurait pu se produire sans le réchauffement du climat. »

### Pressions sur les ressources

Production d'électricité au Japon.

#### Ressource eau
Bien que le pays compte quelques nappes phréatiques, les prélèvements proviennent en grande majorité des eaux de surface (à hauteur de 95 %). La consommation moyenne était importante en 2002, de l'ordre de 245 L/hab/j.

#### Développement des énergies renouvelables
Sur les 19,45 millions de kilowatts renouvelables produits par l’archipel, environ 5 millions proviennent de l'énergie solaire. Les méga-centrales solaires (souvent offshore) se développent. Si ce type d'énergie est peu polluant durant l'exploitation, la production consomme des métaux rares, et le recyclage est problématique.
La géothermie est également développée. La centrale géothermique de Hatchobaru (Préfecture d'Ōita) est une des plus grandes du monde.
L'hydroélectricité est bien développée, avec de nombreux barrages. Le relief montagneux et l’abondance des pluies favorisent l’énergie hydroélectrique dès les années 1950, la puissance ayant quadruplé de 1951 à 1959.
En 2007, d'après l'office international de l'eau, le Japon répond à 70 % de ses besoins en totale autonomie.

#### Pression sur les ressources non renouvelables
Pauvre en ressources naturelles, le Japon est un paradoxe économique, puisqu'il a développé une puissante industrie.
Le secteur énergétique dépend fortement des importations, notamment des combustibles fossiles : 1er importateur mondial de gaz naturel, 2e pour le charbon et 4e pour le pétrole ; ces importations ont été fortement accrues à partir de 2011, du fait de l'arrêt presque complet de la production des centrales nucléaires après l'accident nucléaire de Fukushima. Presque tout son pétrole lui vient d’au delà des mers.
La dépendance est la même pour l'industrie. Gros fabricant d’aluminium, il doit importer tout la bauxite nécessaire. Sur les trente-trois métaux qui sont nécessaires à une industrie moderne, il en trouve seulement six chez lui. Il dépend, en 1962, à 82 % de l'étranger pour le minerai de fer.

### Pollutions

#### Les émissions de CO2
| En millions de tonnes de CO2 | 1990 | % 1990 | 2005 | 2006 | 2007 | 2009 | 2010 | % 2010 | % var. 2010/1990 |
| ---------------------------- | ---- | ------ | ---- | ---- | ---- | ---- | ---- | ------ | ---------------- |
| Japon                        | 1064 | 5,1    | 1228 | 1202 | 1236 | 1096 | 1143 | 3,8    | +7,4             |

En 2007, le Japon était le 5e plus gros émetteur de CO2 au monde, avec environ 4,2 % du total des émissions. En 2012, les émissions de gaz à effet de serre étaient estimées à 2,62 % des émissions mondiales, avec environ 1207 MtCO2 émis. Les émissions du Japon sont stables, alors qu'elles devaient diminuer de 6 % dans le cadre du Protocole de Kyoto.
Dans les années 2010, le Japon consomme un quart des exportations mondiales de bois, alors qu'il était autosuffisant. Ces importations ont un impact en termes de bilan carbone : des émissions liées au transport des ressources et à la part utilisée pour l'énergie, et du stockage de carbone dans l'architecture.

#### La pollution de l'air

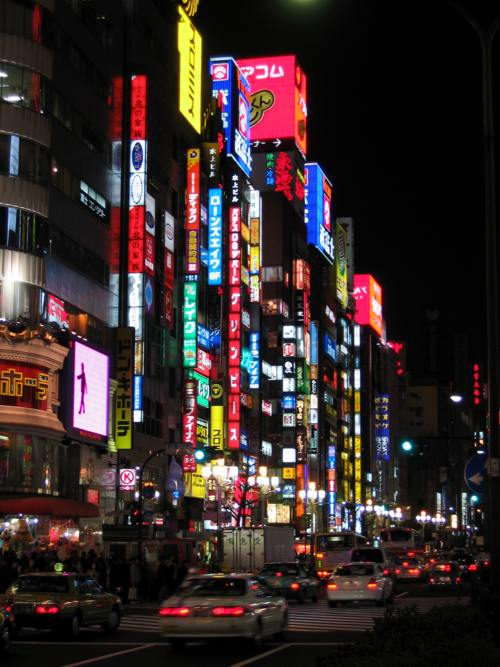
Une rue illuminée d’enseignes néons multicolores à Shinjuku.

L'air est parfois pollué par la pollution chinoise, mais aussi par des poussières issues des sols et chantiers nationaux, et par du sable jaune en provenance du désert de Gobi, lui-même vecteur de microparticules particulièrement nocives pour la santé.
À Tokyo, capitale, la concentration de particules fines (PM2,5) a diminué de 55 % entre 2001 et 2011, à la suite d'une politique anti-diesel. Dans les rues de la métropole, qui bénéficie de l'air le plus propre des grandes villes d'Asie, on croise plus de vélos que de voiture.
La pollution lumineuse est toutefois, elle, importante.

#### La pollution de l'eau
En 2004, si certaines rivières comme la rivière Agano dans la région du Hokuriku sont très peu polluées (degré de « fraicheur » de 99,1 %), d'autres le sont plus, comme la rivière Tama dans la région de Tokyo (indice de 27, 1 %).
Le taux de raccordement à un réseau d'assainissement était de 68 % en 2002, mais de seulement 35 % dans certaines zones rurales.

#### La gestion des déchets
Le Japon fait partie des pays où le recyclage est le plus développé. Certaines communes recyclent jusqu'à 80 % des déchets, avec parfois un tri très sélectif (en 11 catégories). Il existe même un centre de tri où les habitants doivent déposer leurs déchets, avec un tri en trente-quatre catégories, ainsi qu'un magasin gratuit sur le même principe que ceux d’Emmaüs en France (don d'objets). Le tri des déchets est également généralisé dans les espaces publics, les Japonais conservant par ailleurs leurs rues très propres.
Mais certains déchets ont aussi servi à la fabrication d'îles artificielles, dans la baie de Tokyo.
Le Japon est après les États-Unis le deuxième pays le plus gros consommateur de plastique au monde. Depuis 2019, le pays ne peut plus exporter vers la Chine ses déchets plastiques, celle-ci ayant annoncé ne plus accepter d’être la « poubelle du monde ». 60 % des déchets plastiques sont donc désormais brûlés.
Plus de 90 % des déchets du « Continent du plastique » du Pacifique proviennent de six pays, dont le Japon.

### Impacts de l'urbanisation

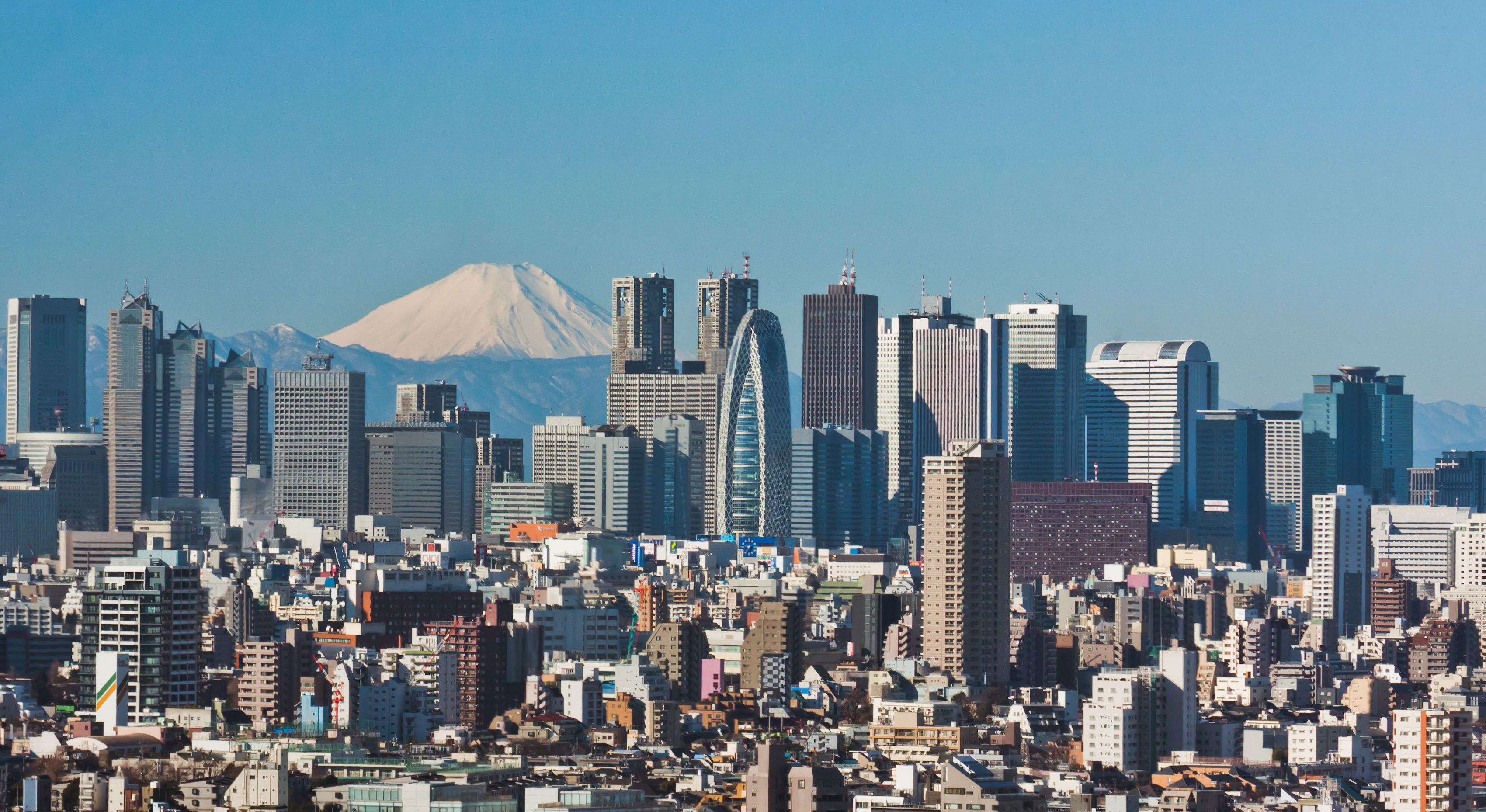
Vue sur l'arrondissement de Shinjuku et ses gratte-ciels, à Tokyo

L’agglomération de Tokyo est, avec plus de 42,7 millions d’habitants, la plus peuplée du monde. Tokyo est de plus la troisième ville la plus peuplée au monde, derrière Shanghai et Delhi.
Yokohama, Ōsaka et Nagoya comptent également plus de 2 millions d'habitants, puis 8 villes plus de 1 million d'habitants. Le taux d'urbanisation (c'est-à-dire le pourcentage de population urbaine dans la population totale) du Japon était de 93,9 % en 2016.
Au Japon, l'urbanisation s'est développée très rapidement, surtout après 1960, en relation avec le développement économique et la concentration de la population et de l'industrie dans les villes ; en conséquence, l'urbanisation a vite progressé dans la banlieue des grandes villes. Le nombre de villes en 1975 représente environ 13,1 fois celui de 1898, alors que, pendant la même période, la population totale du Japon a seulement doublé, ce qui met en lumière l'exode rural massif.
Les surfaces industrielles ne se sont pas accrues seulement aux dépens des terres agricoles, mais aussi des forêts, des terres incultes et, par les terrains remblayés, sur la mer.

## L'exposition aux risques

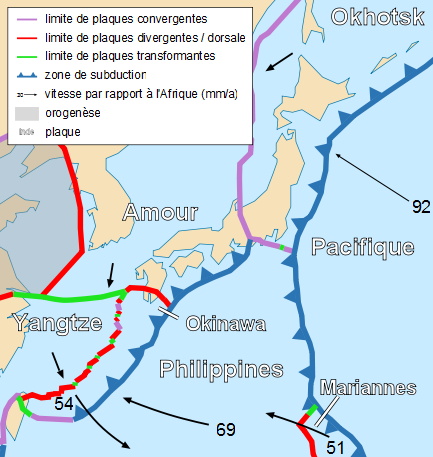
Plaques tectoniques

Le Japon est fortement exposé à de multiples aléas naturels : inondations, tempêtes, incendies, glissements de terrain, séismes...
Au total, en 2018, les catastrophes climatiques ont entrainé des dégâts estimés à 32 milliards d'euros.

### Séismes et tsunamis
Le séisme de 1995 de Kōbe fit plus de 6 000 morts et détruisit le port de cette ville.
Le séisme du 11 mars 2011 au Japon de magnitude 9.0 (le plus violent jamais enregistré au Japon) et le tsunami qui a suivi ont détruit plusieurs grandes villes dont Fukushima et Sendai.

### Inondations et submersion
De nombreux barrages limitent le risque d'inondations.
En 2017, des pluies torrentielles ont provoqué des éboulements de terrain et des crues de rivière emportant tout sur leur passage. Les inondations, qui ont atteint le nord du Kyushu, l’île la plus méridionale du Japon, ont pris des proportions dramatiques : 30 morts, une vingtaine de disparus, 400 000 personnes évacuées… Les dégâts dans la région d’Asakura (département de Fukuoka) sont considérables. La surabondance de Conifères plantés a appauvri le sous-sol et augmente la fréquence des éboulements.
En 2014 et 2018, la région d'Hiroshima est particulièrement touchée.
- En août 2014, les glissements de terrain entrainent le décès de 74 personnes.
- En juillet 2018, les précipitations ont dépassé un mètre en une centaine d’heures dans plusieurs régions. Le bilan est d'environ 200 morts[27]. Les coulées de boue ont endommagé 5 000 habitations et forcé à l'évacuation de 2,3 millions de personnes[25].

### Catastrophes environnementales majeures

#### Empoisonnement de la baie de Minamata

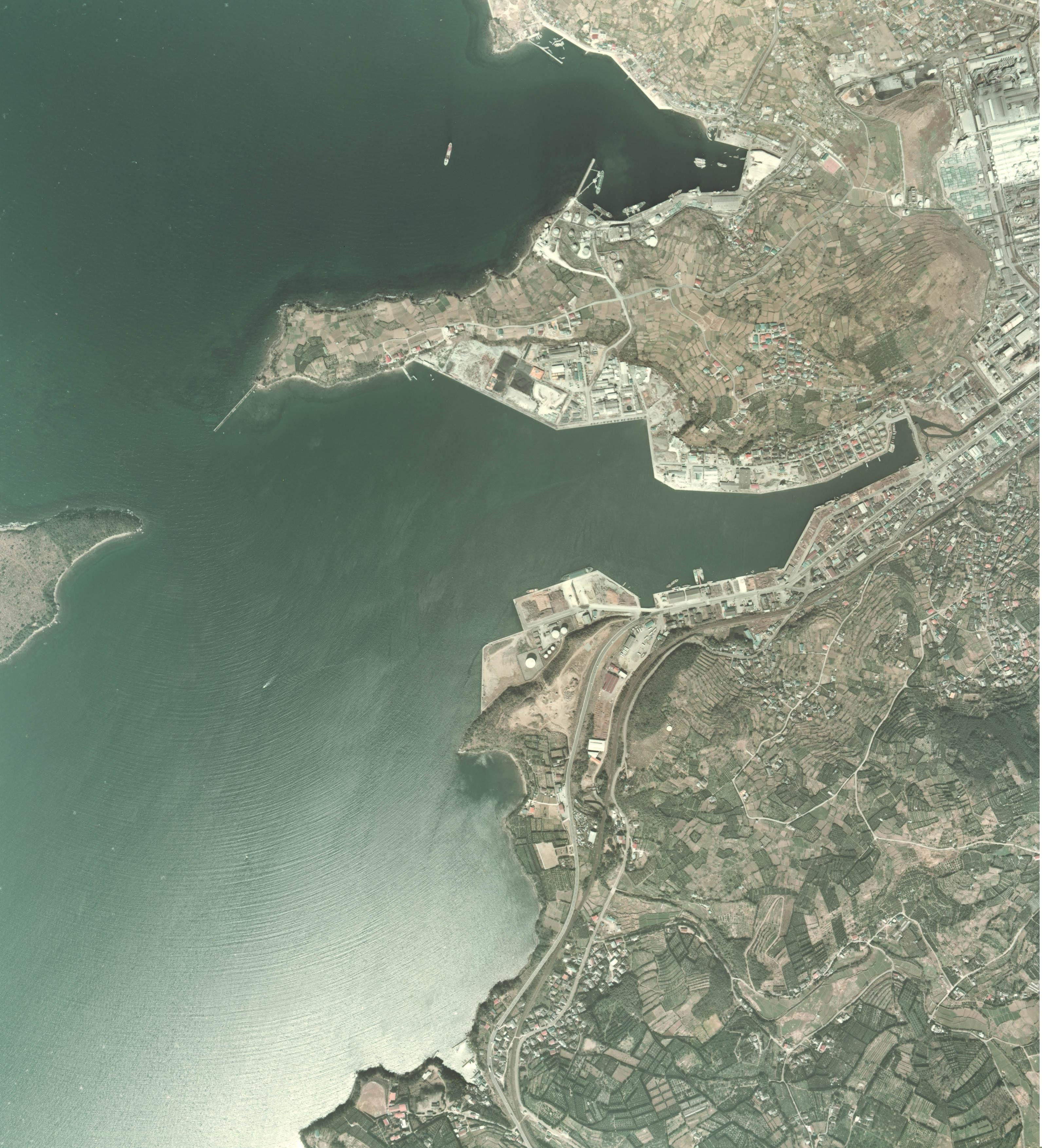
Baie de Minamata en 1974

À la suite des rejets de métaux lourds par une usine pétrochimique, aux pourtours de la baie de Minamata, la faune, la flore et la population sont victimes d'une intoxication au mercure (ayant donné son nom à la maladie de Minamata). Le mercure se concentrant dans la chaine alimentaire, la consommation de poissons contaminés s'est avérée très dangereuse pour la population locale à long terme, avec près de 900 décès de 1949 à 1965.

#### L'accident nucléaire de Fukushima
À la suite du séisme et du tsunami du 11 mars 2011, une catastrophe nucléaire se produit à Fukushima. Dans un rayon de 30 km et au-delà, la région se retrouve contaminée par les particules radioactives transportées par les vents et retombant au sol avec les eaux météoriques (pluies, neige, bruine, rosée…). La contamination de l'environnement marin induite par cet accident est considérée comme étant la plus grande pollution radioactive marine de l'Histoire.
En trois ans, à la suite de la catastrophe et en raison de l'absence d'êtres humains, la population de sangliers a explosé, passant de 3 000 individus en 2011 à 13 000 en 2014. Ils endommagent les exploitations agricoles et colportent des matières radioactives.

## Politique environnementale au Japon

Logo de la conférence mondiale sur la biodiversité de Nagoya, associé à la phrase “Life in harmony, into the future”. La biodiversité y est représentée par des origami qui au Japon peuvent symboliser l'espoir et le moyen de faire se réaliser un vœu.

Le gouvernement japonais a commencé à publier des livres blancs sur l’environnement bien avant les autres pays. Il a fait face dans les années 1950 à des pollutions industrielles, et s'est doté d'un système légal approprié et complet, pour compenser les dommages et faire payer les pollueurs. Le Japon a ratifié la convention de Ramsar sur les zones humides en 1980 et la Convention des Nations unies sur la lutte contre la désertification en 1998.
Le Japon prend en considération les problèmes entourant le changement climatique. En tant que signataire du Protocole de Kyoto, et hôte de la conférence de 1997 qui l’a établi, le Japon est dans l’obligation de réduire ses émissions de dioxyde de carbone et de prendre d’autres mesures liées à la lutte contre le changement climatique. Le Japon était également le pays hôte de la Conférence mondiale sur la biodiversité de Nagoya, en 2010. En 2013, dans un contexte de crise, le Japon renonce à ses objectifs de réduction d'émissions. Mais dans le cadre de la COP 21 en 2015, le Japon s'engage de nouveau à réduire de 26 % ses émissions de gaz à effet de serre d'ici 2030 par rapport à 2013.
Le concept de limitation du gaspillage fait partie de la culture japonaise, tout comme le respect des règles. À la suite de l'accident nucléaire de Fukushima, des millions de Japonais ont accepté de limiter leur consommation d’électricité pour faire face au déficit énergétique. Le recyclage des matériaux des anciennes constructions se développe, alors qu'auparavant, comme ailleurs en Asie, il y avait une propension à démolir pour reconstruire à intervalles fréquents (Cette habitude étant à mettre en lien avec le risque sismique élevé).
Les autorités japonaises sont critiquées par les associations écologistes, notamment en marge de la conférence de 2019 sur les changements climatiques (COP 25), pour leurs très faibles ambitions en matière de réduction d'émissions de gaz à effet de serre au sein même de l'archipel. En outre, le Japon est devenu le plus grand financier des projets de centrales au charbon dans la planète. Les banques japonaises ont représenté, entre 2017 et 2019, 32 % de la totalité des prêts directs accordés dans le monde aux développeurs de centrales au charbon. Les trois mégabanques du pays - Mizuho, Mitsubishi UFJ Financial Group et Sumitomo Mitsui Banking Corporation - prennent les trois premières places du palmarès de ces financements, devant l'américaine Citigroup (4e) et la française BNP Paribas (5e). L'opinion publique reste très peu sensibilisée aux enjeux environnementaux. Les autorités politiques et les élites économiques du pays se refusent à renoncer aux financements de nouvelles centrales au charbon, mettant en avant des arguments géopolitiques ou financiers.

### Acteurs nationaux
Le botaniste Akira Miyawaki a élaboré une méthode de replantation d'arbres indigènes afin de reconstituer des forêts primaires. On estime à quarante millions le nombre d'arbres ayant été ainsi plantés. Au Japon, la méthode a été mise en œuvre sur plus de 1 300 sites.

### Villes durables
- Kamikatsu est une ville avec un objectif zéro déchet depuis 2003.

### Évaluation environnementale globale
En 2015, l'organisation Global Footprint Network (GFN) indique que le Japon a un fort déficit écologique. La biocapacité par personne s'élève à environ 0,69 hag (hectare global par habitant), l'empreinte écologique par personne à 3,8 hag. C'est notamment le bilan carbone qui est plus de sept fois supérieur à la capacité forestière ; mais également l’empreinte agricole et de la pêche qui sont supérieures aux capacités du territoire.